# The Usos
The Usos ist ein US-amerikanisches Tag Team samoanischer Herkunft, bestehend aus den Zwillingen Jimmy und Jey Uso. Sie stehen derzeit bei World Wrestling Entertainment (WWE) unter Vertrag.
Ihre bisher größten Erfolge sind der fünffache Erhalt der WWE SmackDown Tag Team Championship und der dreifache Erhalt der WWE Tag Team Championship.

## Privatleben
Die Usos sind Mitglieder der berühmten Wrestlingfamilie Anoaʻi. Sie sind die Söhne von Solofa Fatu, besser bekannt unter seinem Ringnamen Rikishi, die Cousins von Samula Anoaʻi Rosey, Joe Anoaʻi, besser bekannt unter seinem Ringnamen Roman Reigns und der mittlerweile verstorbenen Wrestlinglegende Rodney Anoaʻi, der unter seinem Ringnamen Yokozuna bekannt war. Genauso wie ihr Vater und ihre Cousins waren auch ihre Onkel Sam Fatu, bekannt unter dem Ringnamen The Tonga Kid und der mittlerweile verstorbene Eddie Fatu, der unter den Ringnamen Umaga auftrat, bekannte Wrestler. Ebenso sind sie mit Dwayne Johnson, der ebenfalls zur Anoaʻi-Familie gehört und auch als The Rock bekannt ist, verwandt.
Jimmy Uso hat einen Sohn und eine Tochter. Am 16. Januar 2014 heiratete er seine Kollegin Trinity McCray, die wieder bei der WWE unter Vertrag steht und unter dem Ringnamen Naomi auftritt. Jimmy Usos Ehefrau Trinity Fatu gehört zum Hauptcast der Reality-TV-Serie Total Divas, während er ein wiederkehrender Darsteller ist.

## Wrestling-Karriere

### World Wrestling Entertainment

#### Florida Championship Wrestling (2009–2010)
Die Brüder traten zuerst bei Florida Championship Wrestling, der damaligen Aufbauliga der WWE, auf. Ihr Ringname Uso bedeutet auf Samoanisch Bruder. Jimmy Uso feierte als erster der Brüder sein Debüt in der WWE. Er trat an der Seite von Donny Marlow bei der FCW Ausgabe vom 20. September 2009 gegen Jamie Noble und Wes Briscoe an in einem Dark-Match an, welches sie verloren. Ihr Fernseh-Debüt feierten die Usos bei der FCW-Ausgabe vom 31. Januar 2010, als sie Bo Rotundo und Duke Rotundo besiegten; Joshua trat damals noch unter dem Ringnamen Jules Uso auf. In den folgenden Wochen wurden sie von Sarona Snuka als Valet begleitet. Am 13. März 2010 besiegten die Usos die The Fortunate Sons (Brett DiBiase und Joe Henning) und holten sich somit die FCW Florida Tag Team Championship. Die Titel verloren sie am 3. Juni 2010 an die Los Aviadores (Dos Equis und Hunico).

#### Main Roster Debüt und WWE Tag Team Champions (2010–2015)

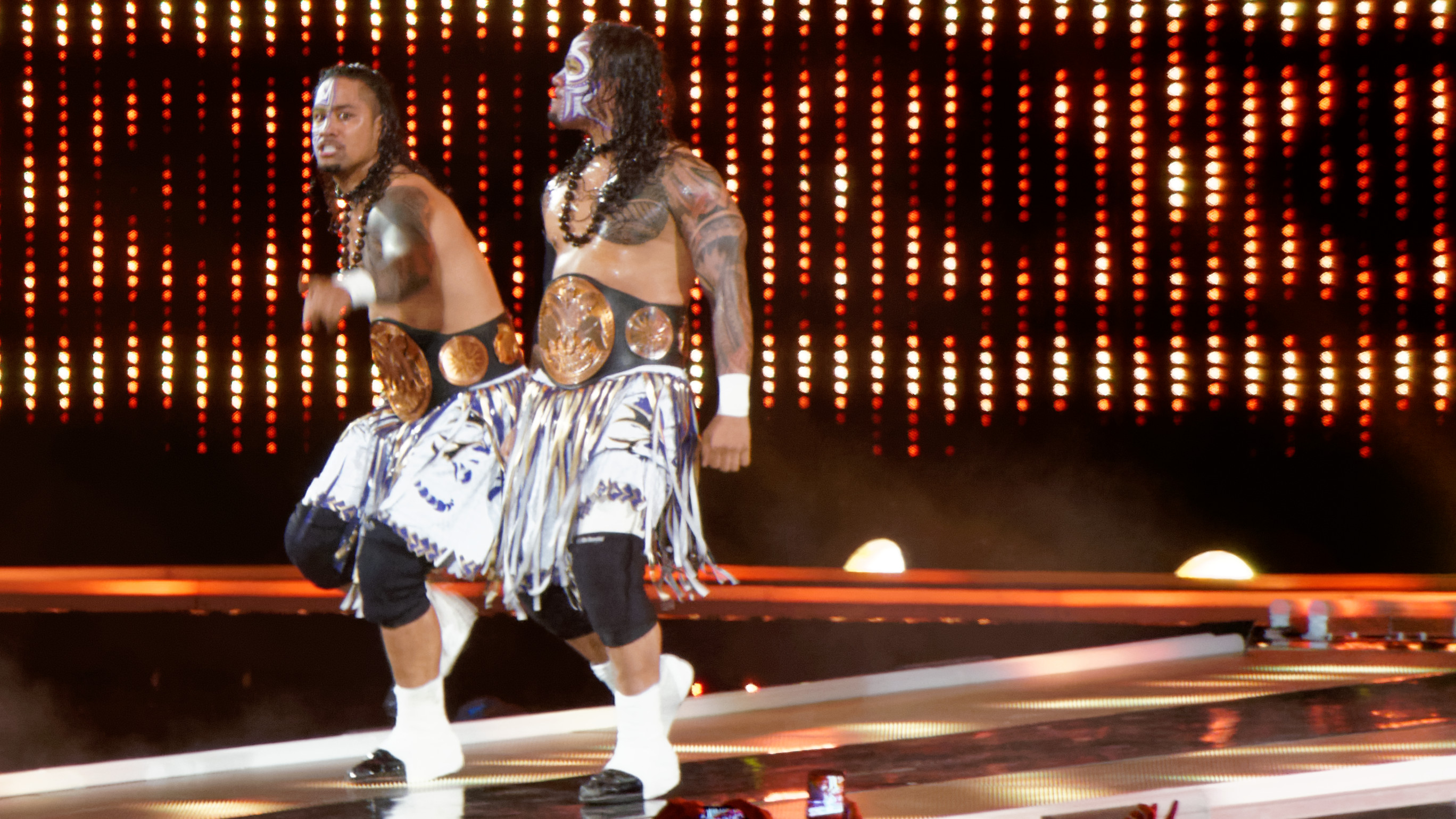
WWE Tag Team Champions The Usos bei WrestleMania XXX (2014)

Im Main Roster wurde der Ringname von Jules Uso in Jey Uso geändert. Ihr Debüt im Main Roster feierten sie am 24. Mai 2010, als sie mit ihrer Valet, deren Ringname in Tamina geändert wurde, die WWE Tag Team Champions The Hart Dynasty (Tyson Kidd und David Hart Smith) und deren Valet Natalya angriffen. Danach fehdeten sie gegen die Hart Dynastie um die WWE Tag Team Championship, konnten die Titel aber nicht gewinnen. Bei der Raw-Ausgabe vom 6. Dezember 2010 verloren die Usos gegen Santino Marella und Vladimir Kozlov, daraufhin wandte sich Tamina von den Usos ab.
Zwischen 2011 und 2013 fehdeten sie mehrmals erfolglos um die WWE Tag Team Championship. Als sie Siege gegen die Prime Time Players (Darren Young und Titus O’Neal), Rhodes Scholars (Cody Rhodes und Damien Sandow) und 3MB (Heath Slater, Jinder Mahal und Drew McIntyre) erzielten, wurden sie die Nummer-Eins-Anwärter auf die WWE Tag Team Championship. Sie begannen eine Fehde gegen The Shield, da die Mitglieder Seth Rollins und Roman Reigns WWE Tag Team Champions waren. Die Titel konnten dabei aber nicht erlangen. Bei der Raw-Ausgabe vom 3. März 2014 besiegten, die Usos die New Age Outlaws und gewannen somit zum ersten Mal in ihrer Karriere die WWE Tag Team Championship. Die Titel verloren sie am 21. September 2014 bei dem PPV WWE Night Of Champions an Stardust und Goldust. Nachdem sich The Miz und Damien Mizdow die WWE Tag Team Championship holten, begannen sie eine Fehde gegen die Usos. Dabei fungierte Jimmy Usos Frau Naomi als Valet der Usos. Bei der Raw-Ausgabe vom 29. Dezember 2014 besiegten die Usos The Miz und Damien Mizdow und gewannen somit zum zweiten Mal die WWE Tag Team Championship. Die Titel verloren sie am 22. Februar 2015 bei dem PPV WWE Fastlane an Cesaro und Tyson Kidd.
Nach dem PPV WrestleMania 32 fehdeten die Usos gemeinsam mit Roman Reigns gegen The Club (AJ Styles, Karl Anderson und Luke Gallows). Am 22. Mai 2016 verloren sie bei dem PPVWWE Extreme Rules gegen Karl Anderson und Luke Gallows.

#### SmackDown Tag Team Champions (2016–2019)

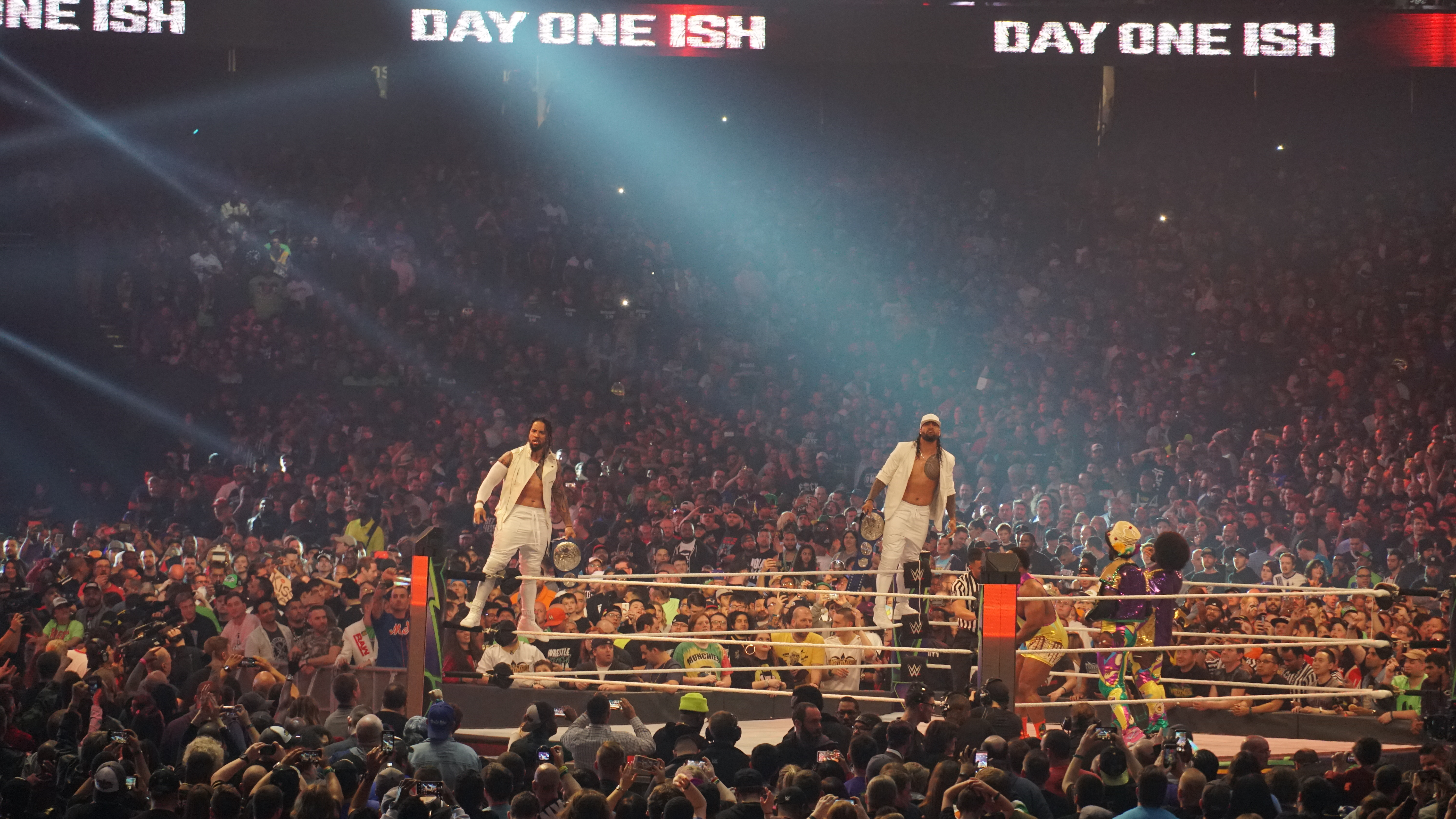
SmackDown Tag Team Champions The Usos bei WrestleMania 34 (2018)

Beim WWE Draft 2016 wurden die Usos nach SmackDown gedraftet. Sie nahmen am Turnier um die neu eingeführte WWE SmackDown Tag Team Championship, teil. Im Halbfinale schieden sie gegen American Alpha (Chad Gable und Jason Jordan) aus. Nach der Niederlage vollzogen sie einen Heel-Turn und griffen American Alpha an. Dabei verletzten sie Chad Gable, sodass American Alpha nicht im Finale antreten konnten. Bei Backlash fand zwischen den Usos und den Hype Bros (Mojo Rawley und Zack Ryder), welche ebenfalls im Halbfinale ausgeschieden waren, ein Match statt, um die neuen Finalisten zu bestimmen. Im Finale verloren sie gegen Heath Slater und Rhyno.
Am 21. März 2017 besiegten sie bei SmackDown American Alpha und gewannen von denen die WWE SmackDown Tag Team Championship. Am 23. Juli 2017 verloren sie ihre Titel bei Battleground an The New Day. Bei SummerSlam am 20. August 2017 besiegten sie The New Day um zum zweiten Mal die WWE SmackDown Tag Team Championship zu erringen.
Am 12. September 2017 verloren sie die Titel jedoch wieder an The New Day, jedoch besiegten The Usos 26 Tage später The New Day um zum dritten Mal die WWE SmackDown Tag Team Championship zu erringen. Die dritte Regentschaft hielt dann 182 Tage an und verloren dann am 8. April 2019 bei WrestleMania 34 die Titel an The Bludgeon Brothers Harper und Rowan.
Am 17. Februar 2019 sicherten sich dann The Usos zum vierten Mal die WWE SmackDown Tag Team Championship hierfür besiegten sie die vorherigen Titelträger The Miz & Shane McMahon. Jedoch verloren sie die Titel nach bereits 51 Tagen Regentschaft am 9. April 2019 an The Hardy Boyz bei SmackDown.
Im Rahmen des Superstar Shake-Ups 2019 wechselten The Usos am 15. April 2019 von SmackDown zu Raw. Am 7. Mai 2019 bestritten die Usos nochmal ein Match um die vakanten WWE SmackDown Tag Team Championship gegen Daniel Bryan & Rowan, welches sie jedoch verloren. Dieses Match bekamen sie trotz der Angehörigkeit des Raw-Rosters, durch die neue eingeführte Wild Card Regelung von Vince McMahon. Ein weiteres Match gegen die SmackDown Tag Team Champions bestritten The Usos am 19. Mai 2019 bei WWE Money in the Bank, dieses Match gewannen sie. Am 7. Juni 2019 bestritten The Usos ein Tag Team Match gegen The Revival Scott Dawson & Dash Wilder bei WWE Super ShowDown, dieses Match gewannen sie. Bei der Raw-Ausgabe vom 10. Juni 2019 traten sie in einem Triple Threat Tag Team Match gegen The Revival Scott Dawson & Dash Wilder und dem damaligen Champions Curt Hawkins und Zack Ryder um dessen Raw Tag Team Championship an, dieses Match konnten sie jedoch nicht gewinnen. Am 14. Juli 2019 bestritten sie ein Match um die WWE Raw Tag Team Championship gegen The Revival Scott Dawson und Dash Wilder, dieses Match verloren sie jedoch. Am 29. Juli 2019 bestritten sie erneut ein Match um die WWE Raw Tag Team Championship gegen The Revival Scott Dawson und Dash Wilder und The O.C. Luke Gallows und Karl Anderson, dieses Match verloren sie erneut.

#### The Bloodline und Trennung (2020–2023)

SmackDown Tag Team Champions The Usos, Universal Champion Roman Reigns und Paul Heyman als The Bloodline bei WrestleMania 38 (2022)

Im Laufe des Jahres 2020 kehrten sie nach einer Auszeit zu SmackDown zurück. Am 2. April 2021 gewann Jey Uso die André the Giant Memorial Battle Royal, in dem er zuletzt Shinsuke Nakamura eliminierte. Am 18. Juli 2021 gewannen sie erneut die SmackDown Tag Team Championship, hierfür besiegten sie Rey Mysterio und Dominik Mysterio. Am 20. Mai 2022 gewannen sie die Raw Tag Team Championship. Hierfür besiegten sie RK-Bro Randy Orton und Riddle in einem Champion vs. Champion Winner Take All Unification Match. Die Regentschaft der SmackDown Tag Team Championship hielt 622 Tage und der der Raw Tag Team Championship 316 Tage. Sie verloren die Titel am 1. April 2023 bei WrestleMania 39 an Kevin Owens und Sami Zayn.
Am 7. Oktober 2023 gewann Jey Uso bei WWE Fastlane (2023) zusammen mit Cody Rhodes die Undisputed WWE Tag Team Championship, hierfür besiegten sie Finn Bálor und Damian Priest. Die Regentschaft hielt 9 Tage und verloren die Titel, schlussendlich am 16. Oktober 2023 zurück an Finn Bálor und Damian Priest.
Nach einem Singles Match von Jey gegen Jimmy Uso, welches Jey gewann, gewann Jey Uso seinen ersten Singles Championship, den Intercontinental Championship. Nachdem dieser seinen Titel durch das Eingreifen von Solo Sikoa und seiner Bloodline verlor, vereinten sich die Usos bei der SmackDown-Ausgabe vom 25. Oktober 2024 wieder.

## Wrestling-Erfolge
- CBS Sports
  - Tag Team of the Year (2018)

- ESPN
  - Best storyline of the year (2022) – als Mitglied von The Bloodline
  - Tag team of the year (2022)

- New York Post
  - Storyline of the Year (2022) – als Mitglied von The Bloodline

- Rolling Stone
  - Tag Team of the Year (2017)

- World Wrestling Entertainment
  - WWE Raw Tag Team Championship (3×)
  - WWE SmackDown Tag Team Championship (5×)
  - Rekordhalter: 622 Tage als World  Tag Team Champions
  - Slammy Award (2×)
  - Tag Team of the Year (2014, 2015)

- Florida Championship Wrestling
  - FCW Florida Tag Team Championship (1×)